# Lophodermium melaleucum
Lophodermium melaleucum (Fr.) De Not. (osutka brusznicowa) – gatunek grzybów z rodziny łuszczeńcowatych (Rhytismataceae).

## Systematyka i nazewnictwo
Pozycja w klasyfikacji według Index Fungorum: Lophodermium, Rhytismataceae, Rhytismatales, Leotiomycetidae, Leotiomycetes, Pezizomycotina, Ascomycota, Fungi.
Po raz pierwszy takson ten opisał w 1815 r. Elias Fries, nadając mu nazwę Hysterium melaleucum. Obecną nazwę nadał mu Giuseppe De Notaris w 1847 r.
Ma 10 synonimów. Niektóre z nich:
- Lophodermina melaleuca (Fr.) Höhn. 1917
- Lophodermium melaleucum var. epiphyllum Zeller 1934[3].

## Występowanie i siedlisko
Znane jest występowanie w Ameryce Północnej i Europie. W Polsce do 2006 r. podano dwa stanowiska na borówce brusznicy (Vaccinium vitis idae), w następnych latach podano następne.
Grzyb saprotroficzny występujący na martwych liściach, zwykle jeszcze przyczepionych do gałązek, rzadziej opadłych, a także na jagodach, pędach i łodygach różnych gatunków borówek (Vaccinium): borówka czarna (V. myrtillus), V. ovalifolium, borówka jajowata (V. ovatum), żurawina błotna (V. oxycoccos) i borówka brusznica (V. vitis-idaea).